# Währungsunion

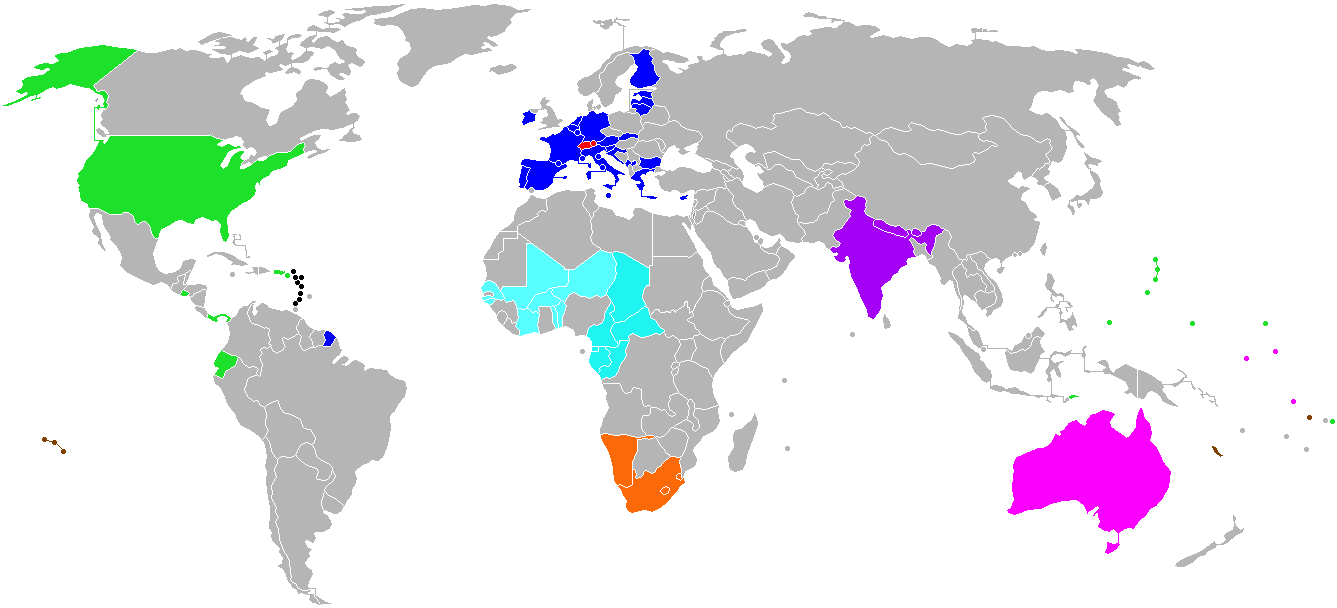
Aktuell existierende Währungsunionen (siehe unten):
EUR Euro
USD US-Dollar
CHF Schweizer Franken
INR Indische Rupie
AUD Australischer Dollar
XCD Ostkaribischer Dollar
ZAR Südafrikanischer Rand
XOF CFA-Franc BCEAO
XAF CFA-Franc BEAC
XPF CFP-Franc

Die Währungsunion ist in der Außenwirtschaftstheorie und Wirtschaft ein Wechselkurssystem, bei dem sich Währungsräume (Staaten) zum Zwecke der Bildung einer gemeinsamen Währung (Gemeinschaftswährung) zusammenschließen.

## Allgemeines
In einer Währungsunion wird von mindestens zwei Staaten eine gemeinsame Währung geführt. Staaten mit unterschiedlichen Währungen, die miteinander intensiven Außenhandel betreiben, sehen sich dem Problem gegenüber, dass sich durch Wechselkursschwankungen die Kaufpreise bei Exporten und Importen ständig verändern können und die Kalkulation für Exporteure und Importeure erschwert wird. Befinden sich die Ex- und Importe zwischen zwei Staaten nicht im Gleichgewicht, so sind mittelfristig Auf- und Abwertungen unvermeidlich. Um die hieraus resultierenden Transaktionskosten aus Wechselkursunsicherheiten zu vermeiden, können sich Staaten zu einer Währungsunion zusammenschließen. Sie stellt einen supranationalen Wirtschaftsraum dar, bei dem die Grenzen für einen freien Güter- und Geldverkehr offen sind und in welchem zwischen den Währungen ein festes Wechselkurssystem oder sogar eine Einheitswährung existiert.

## Geschichte
Als erste Währungsunion gilt der Zusammenschluss der griechischen Stadtstaaten Athen und Sparta zum Ende des 5. Jahrhunderts vor Christus.
In der Gründerzeit entstand als erste Währungsunion ab Januar 1857 die deutsch-österreichische Münzunion, die lediglich bis 1867 hielt. Es folgte im Dezember 1865 die Lateinische Münzunion („Union Latine“) zwischen Frankreich, Belgien, Italien, der Schweiz und Griechenland, sie hielt bis 1927. Im Dezember 1867 folgte die Währungsunion zwischen Österreich-Ungarn, die im Oktober 1918 aufgelöst wurde. Im Dezember 1872 entstand die Skandinavische Währungsunion zwischen Schweden, Dänemark und Norwegen, die bis 1924 bestand. Sie begann als Münzunion, erst 1894 erhielten auch die Banknoten den Status eines gesetzlichen Zahlungsmittels in jedem angeschlossenen Land.
Die Kronenzone verband ab 1918 Österreich, Ungarn, Tschechoslowakei, Rumänien, Jugoslawien, Polen und Italien, hatte aber nur bis 1920 Bestand. Es folgte im Dezember 1922 die Belgisch-Luxemburgische Wirtschaftsunion (französisch Union Économique Belgo-Luxembourgoise) zwischen Luxemburg und Belgien, die bis zur Einführung des Euro im Januar 2002 galt. 1923 schlossen sich Großbritannien und Irland zu einer Währungsunion zusammen, die 1974 aufgelöst wurde. Im selben Jahr 1923 folgte das Fürstentum Liechtenstein, das den Schweizer Franken als offizielles Zahlungsmittel einführte. Seit 1925 besteht zwischen Monaco und Frankreich eine vertragliche Währungsunion, nach der der Banque de France das Recht zur Geldpolitik für den gemeinsamen Währungsraum zufällt, darüber hinaus jedoch auch Vereinbarungen zur Bankenaufsicht getroffen wurden.

Mitglieder der Eurozone:
Staaten, die den Euro de jure angenommen haben.
Staaten und Gebiete, die den Euro de facto angenommen haben.
EU-Mitglieder außerhalb der Eurozone.

Der Werner-Plan vom Oktober 1970 empfahl die Umsetzung einer europäischen Währungsunion in drei Stufen bis Dezember 1973 und gilt als gedankliche Grundlage der im Januar 1990 eingeführten Europäischen Wirtschafts- und Währungsunion. Die sehr kurz dauernde Währungs-, Wirtschafts- und Sozialunion zwischen der Bundesrepublik Deutschland und der DDR begann im Juli 1990 und endete mit der deutschen Wiedervereinigung am 3. Oktober 1990. Die Eurozone als Teil der Europäischen Wirtschafts- und Währungsunion begann im Januar 1999, im Januar 2002 wurde mit der Einführung des Euro als gesetzliches Zahlungsmittel die Währungsunion vollzogen.
Die Währungssysteme der Währungsunionen unterschieden sich erheblich.
Bei Münzunionen gab es lediglich die gegenseitige Anerkennung der Münzen, nicht jedoch der Banknoten. Die meisten Währungsunionen der Geschichte beruhten auf Parallelwährungen.

## Arten
Es gibt vier Möglichkeiten, die eigene Währung an eine bedeutendere Währung oder an eine bereits vorhandene Währungsunion zu binden:
- Währungsunion: Ein Staat kann die Währung eines anderen Staats für sich als gesetzliches Zahlungsmittel anerkennen wie Panama (US$) und Zimbabwe (US$) oder Kosovo und Montenegro (jeweils Euro). Für einige Zwergstaaten lohnte sich die Einführung einer eigenen Währung nicht, so dass sie eine Währungsunion mit Nachbarstaaten eingingen. Dazu gehörten unter anderen Andorra, San Marino und Vatikanstadt.
- Der Currency Board ist „ein Währungssystem, aus dessen gesetzlicher Grundlage sich die Verpflichtung ergibt, Inlandswährung gegen eine bestimmte Auslandswährung zu einem festen Kurs umzutauschen, …“.[13] Beispiele sind Brunei (Singapur-Dollar) oder Hongkong (Renminbi Yuan).
- Beim Crawling Peg wird die Inlandswährung durch vorher angekündigte oder durch Indikatoren ausgelöste Wechselkursänderungen an die Leitwährung angepasst. Brasilien, Türkei oder Israel hatten zeitweise solche Crawling Pegs zum US$.
- Kontrolliertes floating veranlasst die Zentralbank zur Devisenmarktintervention, um größere Wechselkursschwankungen zu vermeiden. Häufen sich die Interventionen, wird das Floating zu Gunsten einer Abwertung aufgegeben.

Freies Floating ist keine Währungsbindung, die Zentralbank interveniert bei Bedarf. Die härteste Form ist die Währungsunion, alle weiteren Systeme sind schwächer und leichter revidierbar.
Keine Währungsunion im engeren Sinne liegt vor, wenn zwischen den zusammenschließenden Staaten die nationalen Währungen und das Währungsmonopol erhalten bleiben und als Parallelwährungen lediglich zu einer Interzirkulationsunion führen. Die Währungen eines jeden Unionsmitglieds bleiben unverändert nebeneinander bestehen. Bei einer echten Währungsunion dagegen werden die nationalen Währungen zu Gunsten einer einheitlichen Währung aufgegeben. Diese kann die Währung einer der Partnerstaaten sein, die Währung eines Drittlandes oder eine neu geschaffene Währung.

## Wirtschaftliche Aspekte
Mit der Analyse einer Währungsunion und der ökonomisch sinnvollen Größe von Währungsräumen befasst sich die Theorie optimaler Währungsräume. Sie untersucht unter anderem, ob es ökonomisch sinnvoll ist, eine bestehende Währungsunion durch Aufnahme weiterer Partnerstaaten zu erweitern. Auch die Erkenntnisse der Klubtheorie können hierbei herangezogen werden.
Das Kursrisiko der Wechselkurse und ein großer Teil der Transaktionskosten (Unterschiede zwischen Geldkursen und Briefkursen bei Devisen, Kurssicherungskosten) entfallen bei einer Währungsunion, doch wirken sich nationale Wirtschafts- und Währungspolitik in dem Integrationsraum voll aus und berühren deshalb die Interessen der angeschlossenen Partnerstaaten. Letztlich muss eine gemeinsame, harmonisierte Wirtschafts- und Währungspolitik aller Partnerstaaten betrieben werden. Dazu bedarf es in der Währungsunion einer gleichgerichteten ökonomischen Entwicklung (Wirtschaftswachstum, Lebensstandard, Preise, Beschäftigung, Produktivität, Wirtschaftsstruktur, Außenbeitrag).
Asymmetrische Schocks treffen die Mitgliedstaaten einer Währungsunion solange unterschiedlich hart, wie es keine gemeinsame Geldpolitik gibt. Aber selbst damit können Schocks sich noch unterschiedlich auswirken, da jeder Staat auch unterschiedliche Handelsbeziehungen mit Staaten außerhalb der Währungsunion unterhält.
Die Geschichte lehrt, dass sich alle Währungsunionen zwischen souverän bleibenden Staaten in wenigen Jahren auflösten, weil sie oft an endogenen Systemmängeln litten. Lediglich die Skandinavische Münzunion zerbrach am exogenen Ereignis des Ersten Weltkriegs.

## Währungsunionen

### Historisch
| Währungsunion                            | Währung                         | Wechselkurssystem                      | Beginn     | Ende       | Mitgliedstaaten                                     |
| ---------------------------------------- | ------------------------------- | -------------------------------------- | ---------- | ---------- | --------------------------------------------------- |
| Lateinische Münzunion                    |                                 | Wechselkursunion mit Parallelwährungen | 1865       | 1926       | Belgien, Frankreich, Italien, Schweiz, Griechenland |
| Skandinavische Währungsunion             |                                 | Wechselkursunion mit Parallelwährungen | 1872       | 1924       | Dänemark, Norwegen, Schweden                        |
| Belgisch-Luxemburgische Wirtschaftsunion |                                 | Wechselkursunion mit Parallelwährungen | 1922       | 2001       | Belgien, Luxemburg                                  |
| Kronenzone                               | Österreichisch-ungarische Krone | echte Währungsunion                    | 1867       | 1918       | Österreich, Ungarn                                  |
| Währungsunion Frankreich – Monaco        | Französischer Franc             | echte Währungsunion                    |            | 2001       | Frankreich, Monaco                                  |
| Währungs-, Wirtschafts- und Sozialunion  | Deutsche Mark                   | echte Währungsunion                    | 01.07.1990 | 02.10.1990 | Deutschland, Deutsche Demokratische Republik        |

### Aktuell
| Währungsunion                                             | Währung               | Wechselkurssystem   | Einführung der Währung                        | Mitgliedstaaten |
| --------------------------------------------------------- | --------------------- | ------------------- | --------------------------------------------- | --- |
| Währungsunion Schweiz – Liechtenstein                     | Schweizer Franken     | echte Währungsunion | Beschluss 19.6.1980 Inkrafttretung 25.11.1981 | Schweiz, Liechtenstein |
| Zentralafrikanische Wirtschafts- und Währungsgemeinschaft | CFA-Franc BEAC        | echte Währungsunion | 25.12.1945                                    | Äquatorialguinea, Gabun, Kamerun, Republik Kongo, Tschad, Zentralafrikanische Republik |
| Westafrikanische Wirtschafts- und Währungsunion           | CFA-Franc BCEAO       | echte Währungsunion | 26.12.1945                                    | Benin, Burkina Faso, Elfenbeinküste, Guinea-Bissau, Mali, Niger, Senegal, Togo |
| Common Monetary Area                                      | Südafrikanischer Rand | echte Währungsunion | 1986                                          | Südafrika, Lesotho, Eswatini, Namibia |
| Ostkaribische Währungsunion                               | Ostkaribischer Dollar | echte Währungsunion | 1965                                          | Anguilla, Antigua und Barbuda, Dominica, Grenada, Montserrat, St. Kitts und Nevis, St. Lucia, St. Vincent und die Grenadinen                                                                               |
| Eurozone                                                  | Euro                  | echte Währungsunion | Buchgeld 01.01.1999 Bargeld 01.01.2002        | Belgien, Deutschland, Estland, Finnland, Frankreich, Griechenland, Irland, Italien, Kroatien, Lettland, Litauen, Luxemburg, Malta, Niederlande, Österreich, Portugal, Slowakei, Slowenien, Spanien, Zypern |
| Währungsunion Vereinigte Staaten – assoziierte Staaten    | US-Dollar             | echte Währungsunion | 1986                                          | Vereinigte Staaten, Marshallinseln, Föderierte Staaten von Mikronesien, Palau |

### Geplant
| Währungsunion                            | Währung                    | Wechselkurssystem   | Mitgliedstaaten                                       |
| ---------------------------------------- | -------------------------- | ------------------- | ----------------------------------------------------- |
| Westafrikanische Währungszone            | Eco                        | echte Währungsunion | Gambia, Ghana, Guinea, Nigeria, Sierra Leone, Liberia |
| Ostafrikanische Währungsunion            | Ostafrikanischer Schilling | echte Währungsunion | Tansania, Kenia, Uganda, Ruanda, Burundi              |
| Währungsunion der Afrikanischen Union    | Afro                       | echte Währungsunion | Mitgliedstaaten der Afrikanischen Union               |
| Währungsunion des Golf-Kooperationsrates | Chalidschi                 | echte Währungsunion | Bahrain, Katar, Kuwait, Saudi-Arabien                 |
| Russisch-Belarussische Union             | Rubel                      | echte Währungsunion | Russland, Belarus                                     |